# Sinocentrisme
Le sinocentrisme est une approche ethnocentrique considérant la Chine comme centrale ou unique, relativement aux autres pays. Dans les époques pré-modernes, cette approche prenait la forme d'un point de vue selon lequel la Chine était la seule civilisation du monde, en considérant les nations ou ethnies étrangères comme « barbares » à des degrés divers ; cette approche était connue en chinois comme la distinction Hua-Yi (華 et 夷). À l'époque moderne, le sinocentrisme peut consister en l'attribution d'une importance ou suprématie de la Chine sur les autres nations.
« Au cours de sa longue histoire, la Chine n'avait guère eu de contacts suivis qu'avec des peuples beaucoup moins importants qu'elle et dont un bon nombre avaient fortement subi l'influence de sa civilisation, voire adopté son écriture. Sur une grande partie de ses frontières, ce n'étaient que déserts parcourus par des nomades ou montagnes quasi infranchissables. Le sinocentrisme avait des racines profondes, géographiques autant que culturelles. » — Lucien Bianco

## Racines géographiques et culturelles
Le sinocentrisme trouve une partie de ses racines dans les particularités géographiques et culturelles de la Chine. Entourée de vastes déserts, de montagnes presque infranchissables et de peuples nomades à ses frontières, la Chine s'est longtemps retrouvée dans une position relativement isolée par rapport aux autres grandes civilisations. Ce manque de contacts directs avec des puissances extérieures a renforcé la conviction que la Chine était l'élément central et indispensable dans l'ordre mondial.

## Le sinocentrisme sous les dynasties impériales
Pendant des siècles, cette vision du monde s'est cristallisée au sein du système impérial chinois, où l'empereur était considéré comme le "Fils du Ciel", un souverain divin dont l'autorité s'étendait sur toute la terre civilisée. Les autres nations, qu'elles soient voisines comme les royaumes du Vietnam, de la Corée ou du Japon, ou plus éloignées, étaient souvent vues à travers le prisme du sinocentrisme comme des entités subordonnées à la Chine, que ce soit par la culture, les échanges commerciaux, ou même par les missions diplomatiques.

## Le sinocentrisme au XXe siècle et aujourd'hui
Avec l'arrivée de l'ère moderne et la montée en puissance des nations occidentales, le sinocentrisme a été remis en question. L'influence de la Chine a été partiellement réduite face aux impérialismes européens, aux guerres de l'opium et aux bouleversements sociaux et politiques internes. Cependant, avec l'émergence de la Chine comme superpuissance économique et politique à partir de la fin du XXe siècle, certains éléments du sinocentrisme ont fait leur retour dans les discours nationaux et internationaux.
Aujourd'hui, bien que la Chine soit plus engagée dans la diplomatie mondiale et dans des relations multilatérales, l'idée de la suprématie de la culture et de l'histoire chinoises demeure présente dans certains aspects de sa politique étrangère et dans les rapports avec ses voisins. Des expressions telles que l'exceptionnalisme chinois et des notions de "renaissance nationale" sont parfois utilisées pour refléter cette idée de grandeur historique et culturelle.

## Impacts et critiques
Le sinocentrisme a eu un impact profond sur la manière dont la Chine a interagi avec les autres civilisations. Dans certains cas, il a favorisé un sentiment d'unité nationale et une identité forte. Cependant, il a aussi engendré des tensions, notamment avec les nations voisines, qui ont parfois rejeté cette vision hiérarchique des relations internationales. De plus, la notion de "barbare" a été utilisée pour justifier des discriminations et des préjugés à l'encontre des peuples non chinois, ce qui a laissé des traces dans les rapports sociaux et diplomatiques.
En dépit des changements dans les relations internationales, le sinocentrisme continue de nourrir des débats sur la place de la Chine dans le monde d'aujourd'hui. Certains voient dans cette idéologie un obstacle à une coopération véritablement égalitaire entre la Chine et d'autres pays, tandis que d'autres la considèrent comme une expression légitime de la fierté nationale et de la reconnaissance de l'héritage millénaire de la civilisation chinoise.